# RuPaul's Drag Race (mùa 16)
Mùa thứ mười sáu của RuPaul's Drag Race bắt đầu phát sóng vào ngày 5 tháng 1 năm 2024 trên kênh MTV. Người chiến thắng của mùa này là Nymphia Wind, thí sinh Đông Á đầu tiên thắng cuộc thi, về nhì là Sapphira Cristál.

## Sản xuất
Tháng 8 năm 2023, chương trình và sê-ri phụ RuPaul's Drag Race: Untucked chính thức được công bố, tiếp tục phát sóng trên MTV. RuPaul's Drag Race All Stars mùa thứ chín cũng được Paramount+ sản xuất tiếp. Tháng 11, một đoạn teaser trong đó có RuPaul đã ra mắt để quảng cáo cho mùa thi mới.

## Danh sách thí sinh

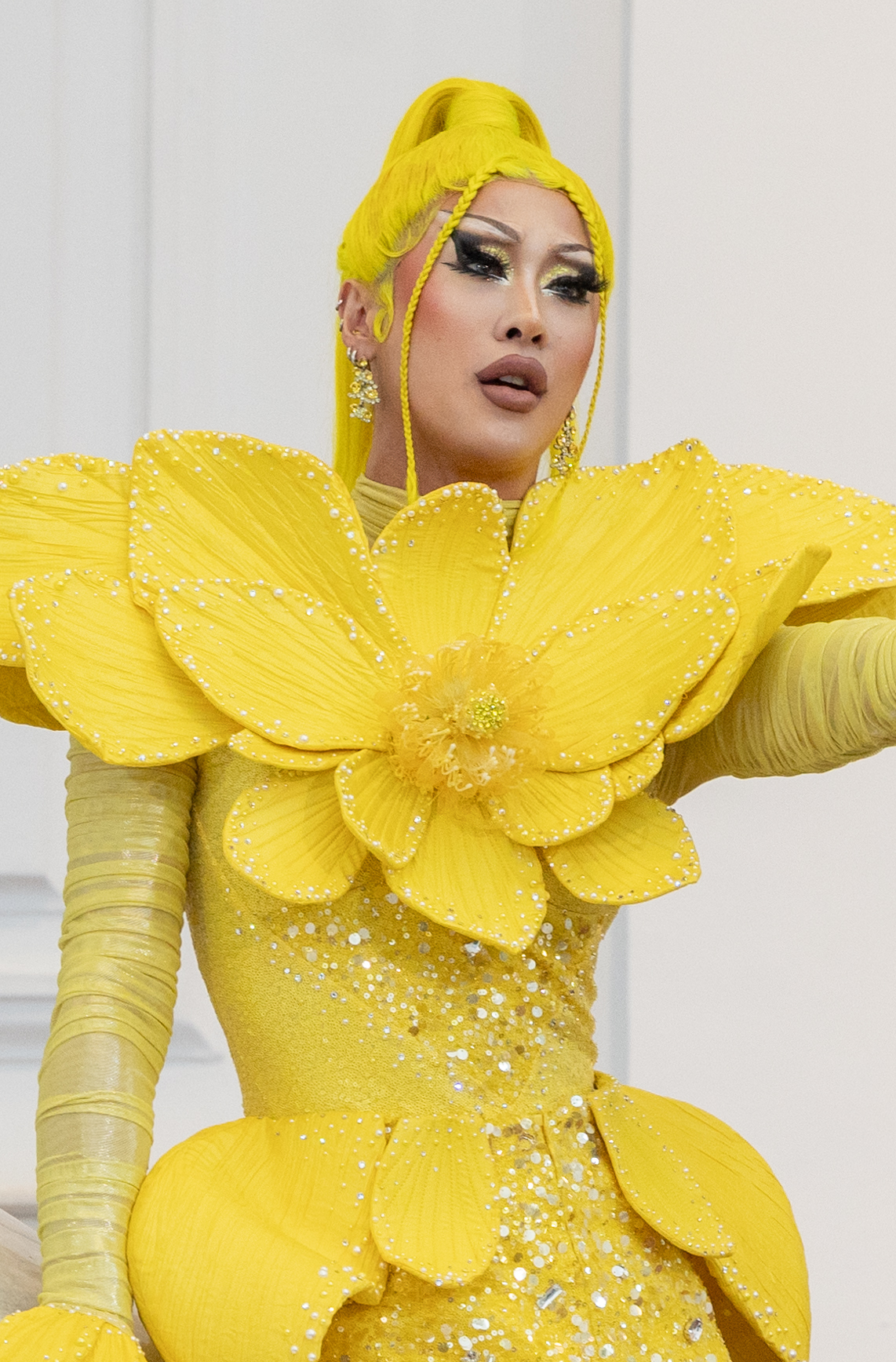
Nymphia Wind chiến thắng cuộc thi

| Tên                  | Tuổi | Thành phố                  | Thứ hạng    |
| -------------------- | ---- | -------------------------- | ----------- |
| Nymphia Wind         | 27   | Thành phố New York         | Chiến thắng |
| Sapphira Cristál     | 34   | Philadelphia, Pennsylvania | Về nhì      |
| Plane Jane           | 25   | Boston, Massachusetts      | 3           |
| Q                    | 26   | Kansas City, Missouri      | 4           |
| Morphine Love Dion   | 26   | Miami, Florida             | 5           |
| Dawn                 | 25   | Thành phố New York         | 6           |
| Mhi'ya Iman Le'Paige | 34   | Miami, Florida             | 7           |
| Plasma               | 24   | Thành phố New York         | 8           |
| Xunami Muse          | 34   | Thành phố New York         | 9           |
| Megami               | 33   | Thành phố New York         | 10          |
| Geneva Karr          | 30   | Brownsville, Texas         | 11          |
| Amanda Tori Meating  | 26   | Los Angeles, California    | 12          |
| Mirage               | 29   | Las Vegas, Nevada          | 13          |
| Hershii LiqCour-Jeté | 32   | Los Angeles, California    | 14          |

## Thứ tự loại
Ghi chú:

### Bảng
| Thí sinh             | Tập  | Tập  | Tập  | Tập  | Tập  | Tập  | Tập  | Tập  | Tập  | Tập  | Tập  | Tập  | Tập  | Tập  | Tập    | Tập    | Tập    |
| Thí sinh             | 1    | 2    | 3    | 4    | 5    | 6    | 7    | 8    | 9    | 10   | 11   | 12   | 13   | 14   | 15     | 16     | 16     |
| -------------------- | ---- | ---- | ---- | ---- | ---- | ---- | ---- | ---- | ---- | ---- | ---- | ---- | ---- | ---- | ------ | ------ | ------ |
| Nymphia Wind         |      | SAFE | WIN  | SAFE | WIN  | SAFE | SAFE | SAFE | SAFE | IMM  | SAFE | SAFE | SAFE | WIN  | Guest  | Winner | Winner |
| Sapphira Cristál     | WIN  |      | SAFE | SAFE | SAFE | IMM  | SAFE | SAFE | SAFE | WIN  | WIN  | WIN  | BTM  | SAFE | Guest  | R-up   | Miss C |
| Plane Jane           |      | WIN  | SAFE | SAFE | SAFE | SAFE | SAFE | WIN  | SAFE | SAFE | SAFE | WIN  | WIN  | BTM  | Guest  | ELIM   | ELIM   |
| Q                    | TOP2 |      | SAFE | SAFE | BTM  | WIN  | SAFE | SAFE | WIN  | SAFE | SAFE | SAFE | SAFE | ELIM | LOSS   | Guest  | Guest  |
| Morphine Love Dion   | SAFE |      | SAFE | SAFE | SAFE | SAFE | SAFE | BTM  | SAFE | TOP2 | BTM  | BTM  | ELIM |      | SDADHH | Guest  | Guest  |
| Dawn                 | SAFE |      | SAFE | SAFE | SAFE | SAFE | SAFE | SAFE | SAFE | SAFE | SAFE | ELIM |      |      | LOSS   | Guest  | Guest  |
| Mhi'ya Iman Le'Paige |      | SAFE | SAFE | SAFE | WIN  | BTM  | BTM  | SAFE | BTM  | SAFE | ELIM |      |      |      | LOSS   | Guest  | Guest  |
| Plasma               |      | SAFE | SAFE | WIN  | SAFE | SAFE | WIN  | SAFE | ELIM |      |      |      |      |      | LOSS   | Guest  | Guest  |
| Xunami Muse          | SAFE |      | SAFE | SAFE | SAFE | SAFE | SAFE | ELIM |      |      |      |      |      |      | LOSS   | Miss C | Miss C |
| Megami               |      | SAFE | SAFE | SAFE | WIN  | SAFE | ELIM |      |      |      |      |      |      |      | TOP2   | Guest  | Guest  |
| Geneva Karr          |      | TOP2 | BTM  | BTM  | WIN  | ELIM |      |      |      |      |      |      |      |      | LOSS   | Guest  | Guest  |
| Amanda Tori Meating  | SAFE |      | SAFE | SAFE | ELIM |      |      |      |      |      |      |      |      |      | LOSS   | Guest  | Guest  |
| Mirage               | SAFE |      | SAFE | ELIM |      |      |      |      |      |      |      |      |      |      | LOSS   | Guest  | Guest  |
| Hershii LiqCour-Jeté |      | SAFE | ELIM |      |      |      |      |      |      |      |      |      |      |      | LOSS   | Guest  | Guest  |